# Saint-Germain-des-Prés (opactwo)

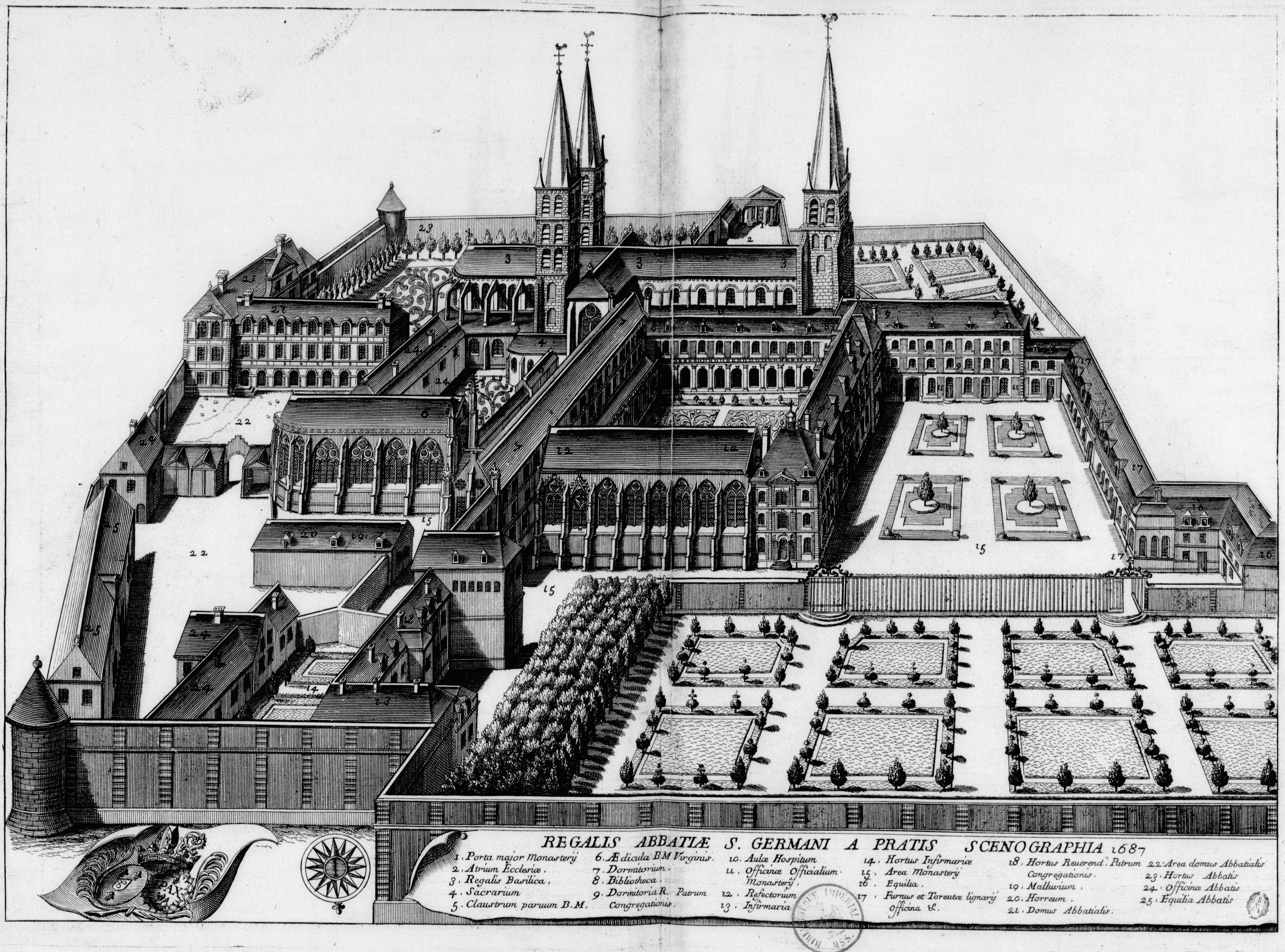
Klasztor w XVII wieku

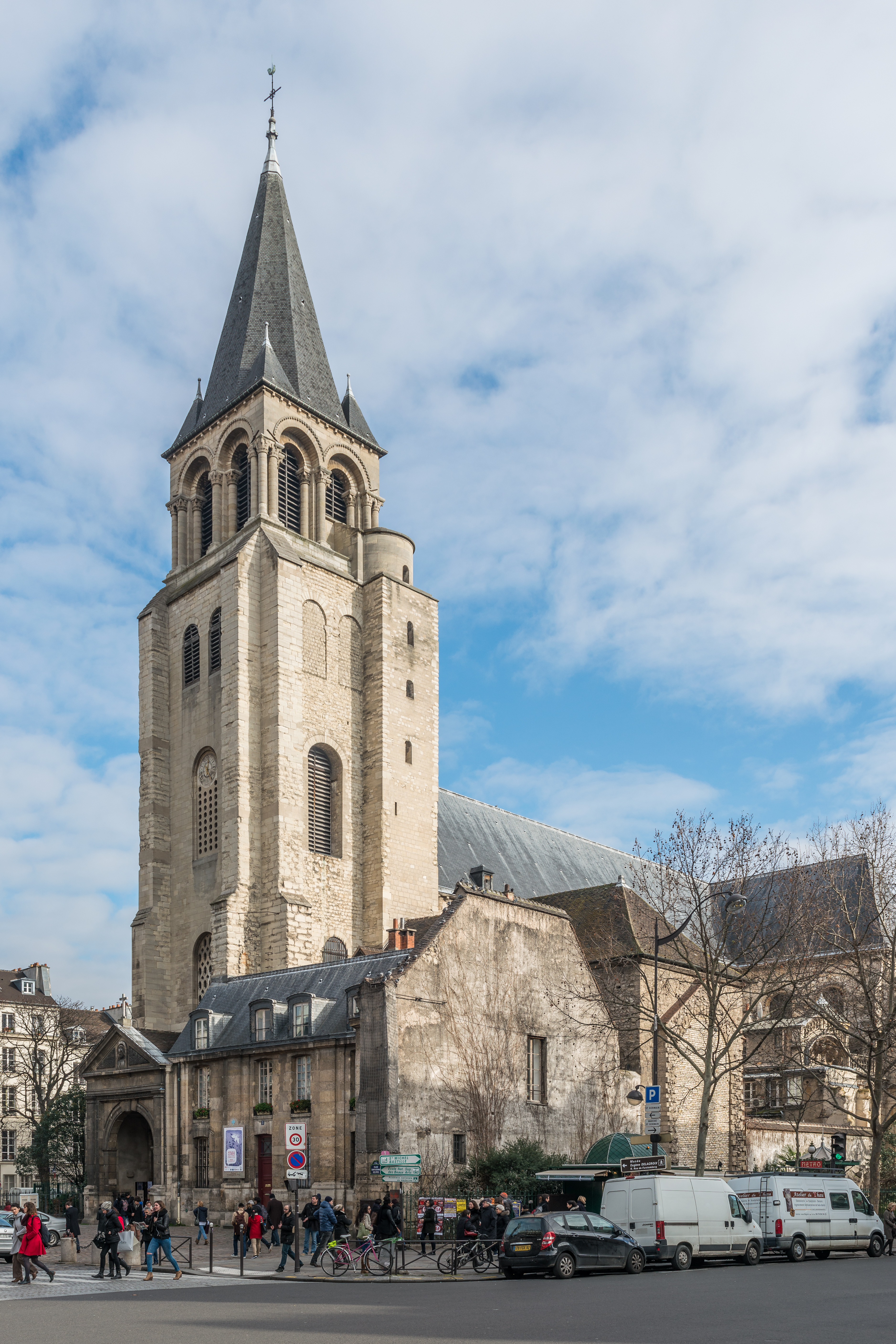
Kościół

Saint-Germain-des-Prés – klasztor benedyktyński, założony przez św. bpa Germana, z którego do dziś zachowały się kościół (XI w.) i pałac opata (XVI w.). Budynki te znajdują się na terenie dzielnicy Paryża Saint-Germain-des-Prés.
Klasztor został założony w VI wieku. Był miejscem pochówku królów z dynastii Merowingów panujących w VI i VII wieku. W 1163 papież Aleksander III poświęcił wczesnogotycki chór i kaplice kościoła. Sklepienie kościoła powstało dopiero w XVII wieku.
W XVII i XVIII wieku mieszkali tu dwaj uczeni benedyktyni, należący do pierwszego pokolenia maurystów: Jean Mabillon, oraz Bernard de Montfaucon. Zasłużyli się w dziedzinie krytyki tekstu, oraz dyplomatyki, badającej zasady, według których w kancelariach powstawał dokument, i prawidłowości rozwoju form dokumentacji aktowej, a także samych kancelarii, traktowanych jako urzędy. Studiowali pisma z dziedziny duchowości i patrystyki.
W 1669 opatem klasztoru został Jan II Kazimierz Waza, który wcześniej zrzekł się korony polskiej i przybył do Paryża. Po  śmierci jego serce zostało pochowane w kościele Saint-Germain-des-Prés, natomiast sam król spoczął w katedrze wawelskiej w Krakowie. W 1819 pochowano tu także zmarłego w 1650 w Sztokholmie Kartezjusza.
Podczas rewolucji francuskiej 1789-1799 klasztor został skonfiskowany przez państwo i zaadaptowany na więzienie. 2 września 1792 doszło przed nim do zabójstwa 20 kapłanów katolickich skazanych na deportację za odmowę przysięgi na konstytucję cywilną kleru. Zabicie księży przez tłum stało się sygnałem do rozpoczęcia podobnych ataków na inne więzienia, w których łącznie zamordowano kilkaset osób (tzw. masakry wrześniowe).